# Monte Sant'Angelo
Monte Sant'Angelo es una  localidad y comune italiana de la provincia de Foggia, en la región de Apulia, con cerca de 13.491 habitantes. Tiene una superficie de 242 km² y una densidad poblacional de 57 habitantes por km².
El santuario de San Miguel Arcángel —fundado antes de la llegada de los lombardos, pero que estos adoptaron como santuario nacional desde su conquista del Gargano—, es parte de un grupo de siete sitios conocidos como «Centros de poder de los longobardos en Italia (568-774 d.C.)», declarado Patrimonio de la Humanidad por la UNESCO el 25 de junio de 2011.

## Historia
El desarrollo urbano de la ciudad de Monte Sant'Angelo data del siglo XI. Entre los años 1081 y 1103, Monte Sant'Angelo fue la capital de un importante dominio normando bajo el gobierno del conde Enrico di Monte Sant'Angelo, quien era un vasallo del Imperio bizantino.
En el siglo XVII pasó oficialmente a formar parte del Reino de Nápoles, al cual perteneció hasta la Unificación de Italia en el siglo XIX.

## Economía
La economía de Monte Sant'Angelo aún se basa en gran parte en la agricultura y la ganadería. Por otra parte, la ciudad posee cierta importancia turística, relacionada con la presencia del santuario de santuario de San Miguel Arcángel, declarado Patrimonio de la Humanidad por la UNESCO.

## Transporte
A Monte Sant'Angelo puede accederse por la ruta provincial Foggia-Monte Sant'Angelo SP.55. La ruta SP.89 pasa a través de la fracción de Macchia.

## Atracciones turísticas
La atracción más importante de Monte Sant'Angelo es el santuario del mismo nombre, construido entre el siglo VI y el siglo XI, y ampliado en el siglo XIII por Carlos I de Sicilia.
Pero también existen otras como:
- El castillo, el cual presenta bastiones de diversas épocas. La parte más antigua, llamada Torre dei Giganti' ("Torre de los gigantes"), es una torre  pentagonal de 18 metros de altura, con paredes de 3.7 m de grosor. Los primeros registros en su historia datan de 979. Posteriormente fue residencia de Ranulfo Drengot y de Roberto Guiscardo. El soberano del Reino de Sicilia y emperador del Sacro Imperio Romano Germánico, Federico II, lo restauró como hogar para su esposa Bianca Lancia.
- La tumba de época longobarda del rey Rotario, transformada posteriormente en baptisterio en el siglo XII.
- La iglesia de Santa Maria Maggiore
- La abadía de Santa Maria di Pulsano, complejo monástico rupestre situado a 8 kilómetros de la ciudad, construido en el año 591 sobre un templo de época romana.

## Evolución demográfica
| Gráfica de evolución demográfica de Monte Sant'Angelo entre 1861 y 2001 |
|                                                                         |
| Fuente ISTAT - elaboración gráfica de Wikipedia                         |